# Istituto
Si definisce istituto quell'insieme di persone che hanno regole e strutture di comportamento relativamente stabili. Il termine viene utilizzato in diversi contesti, con diversi significati.

## Caratteristiche
In economia aziendale, con il termine "istituto" si intende un gruppo di persone che si radunano in svariate attività per il raggiungimento di obiettivi comuni.
All'interno dell'istituto viene praticata l'attività economica, ossia la produzione e consumo di beni economici, volta al perseguimento dei bisogni della comunità. 
Le quattro classi di istituti maggiormente rilevanti sono:
- le famiglie;
- le imprese;
- gli istituti pubblici (aziende composte pubbliche, istituti pubblici territoriali);
- gli istituti nonprofit.

L'azienda in questo caso non è l'impresa (come nel linguaggio comune), ma è intesa come l'ordine strettamente economico di un istituto, ossia l'insieme degli accadimenti economici disposti ad unità secondo proprie leggi. In definitiva, per economia aziendale si intende lo studio dell'ordine economico degli istituti.

## Ordine economico
Ogni istituto ha un ordine economico che, nelle famiglie è principalmente il consumo, negli istituti pubblici produzione e consumo di beni pubblici, nelle imprese la produzione.

## Il soggetto economico degli istituti
Ogni istituto ha un soggetto economico. Il soggetto economico è l'insieme di individui che hanno il massimo interesse che l'attività dell'istituto sia efficiente e duratura. Nelle famiglie è costituito da tutti i suoi componenti (escluso le parentele), negli istituti pubblici dalla collettività e dai suoi prestatori al lavoro, nelle imprese dai conferenti di capitale (i cosiddetti "proprietari" nel linguaggio comune) e dai prestatori al lavoro. Il soggetto economico è importante per capire a chi spetta il governo dell'azienda ovvero a tutti i suoi componenti. Ciò molte volte è vero solo a livello teorico, poiché il governo dell'azienda (prerogative di governo economico) spesso spetta solamente ai conferenti di capitale anche se ci sono delle eccezioni.
In Germania ad esempio il consiglio di sorveglianza (che nomina il consiglio di amministrazione, ovvero i dirigenti d'azienda) è composto a metà dai rappresentanti dei prestatori al lavoro e a metà da conferenti di capitale.